# Danaus gilippus
Danaus gilippus is een vlinder uit de familie Nymphalidae en de onderfamilie Danainae.
De naam Danaus gilippus werd gepubliceerd door Cramer in 1775.

## Kenmerken
De vleugels zijn bruin-oranje met een opvallende zwarte tekening.

## Leefwijze
De vlinder bezoekt graag bloemen van de geslachten Asclepias en Lippia.

## Verspreiding en leefgebied
Deze vlindersoort komt voor in de zuidelijke Verenigde Staten, Cuba, Jamaica tot aan Panama.

## De rups en zijn waardplanten
De waardplanten behoren tot het geslacht Asclepias, maar ook Nerium oleander en Sarcostemma genieten een voorkeur.